# LUNACY
『LUNACY』（ルナシー）は、日本のロックバンド・LUNA SEA7枚目のオリジナル・アルバムで、終幕前のオリジナルアルバムとしては最後の作品。2000年初盤は特殊ジャケット仕様。
2007年12月5日に、リマスター盤、そして「gravity」「TONIGHT」「LOVE SONG」のミュージック・ビデオが収録されたDVDとの2枚組でユニバーサルミュージックより再発された。

## 解説
SUGIZOの提案による期間無期限レコーディングの下に制作され、結果として1999年夏から制作期間1年というLUNA SEAのアルバムの中では最も時間をかけて作られた作品。
終幕以前においてはオリジナル・アルバムとしては最後の作品となり、今作リリース時のインタビューでINORANは「いつでも始まりだし、今、終わってもいい。そのぐらいのアルバムになったと思います。ラスト・アルバムにしていいぐらいの出来」と語っていた。
「Sweetest Coma Again」と「KISS」の2曲にはDJ KRUSHが参加。DJ KRUSHは1997年にSUGIZOとINORANのソロ作品制作に関わっていた人物で、また同時期にJが参加していた期間限定のライブバンド、GAZAのメンバーでもある。
本作が発売される以前の2000年5月23日に日本武道館でライブ「PREMIERE of LUNACY 2000」が行われた。このライブではアンコール含め2000年リリースの曲のみ披露され、後の『LUNACY』収録曲も全て披露した“新曲お披露目ライブ”となった。しかしその内容はライブ前には関係者含め全く知らせられず、『LUNACY』という新作のタイトルもこのライブの終演後に発表された。

## 収録曲
| 全作詞・作曲・編曲: LUNA SEA。 |                                               |          |            |      |
| #                              | タイトル                                      | 作詞     | 作曲・編曲 | 時間 |
| 1.                             | 「Be Awake」(SUGIZO原曲)                      | LUNA SEA | LUNA SEA   | 4:02 |
| 2.                             | 「Sweetest Coma Again feat. DJ KRUSH」(J原曲) | LUNA SEA | LUNA SEA   | 5:05 |
| 3.                             | 「gravity」(INORAN原曲)                       | LUNA SEA | LUNA SEA   | 5:31 |
| 4.                             | 「KISS feat. DJ KRUSH」(SUGIZO原曲)           | LUNA SEA | LUNA SEA   | 6:43 |
| 5.                             | 「4:00AM」(INORAN原曲)                        | LUNA SEA | LUNA SEA   | 5:32 |
| 6.                             | 「VIRGIN MARY」(SUGIZO原曲)                   | LUNA SEA | LUNA SEA   | 9:14 |
| 7.                             | 「white out」(INORAN&RYUICHI原曲)             | LUNA SEA | LUNA SEA   | 4:03 |
| 8.                             | 「a Vision」(J原曲)                           | LUNA SEA | LUNA SEA   | 4:40 |
| 9.                             | 「FEEL」(SUGIZO原曲)                          | LUNA SEA | LUNA SEA   | 4:37 |
| 10.                            | 「TONIGHT」(J原曲)                            | LUNA SEA | LUNA SEA   | 3:01 |
| 11.                            | 「Crazy About You」(J原曲)                    | LUNA SEA | LUNA SEA   | 5:34 |
| 合計時間:                      | 合計時間:                                     | 58:02    |            |      |

### 楽曲解説
1. Be Awake
詞はSUGIZOによるもの。
冒頭には複数のライブ会場でのファンの歓声をサンプリングしたものが収録されている。
2. Sweetest Coma Again feat. DJ KRUSH
映画「007 ワールド・イズ・ノット・イナフ」日本版テーマ曲で、今作リリース前に日本版のサウンドトラックにも収録された（なお、サウンドトラックに収録されているヴァージョンとはアウトロが異なり、サウンドトラックがフェードアウトであるのに対して、本作ではDJ KRUSHのスクラッチで締め括られている）。詞はJとRYUICHIによるもの。
3. gravity
映画 / テレビ朝日系ドラマ「アナザヘヴン」主題歌。
4. KISS feat. DJ KRUSH

「Sweetest Coma Again」と同様、DJ KRUSHをゲストに迎えた楽曲。
詞はSUGIZOによるもの。 仮タイトルは「アナキン」
5. 4:00AM
アルペジオとピアノが中心になっている楽曲。冒頭に携帯電話の着信音が用いられており、ダミーヘッドを使った立体音響での録音がなされ、ヘッドホンで聞くと右側後方より音が鳴る仕掛けになっている。
詞はINORAN中心に書かれたもの。
6. VIRGIN MARY
ヴァイオリンも使用した9分を超える作品。途中にドラムがもう1台ダビングされている箇所がある。
7. white out
詞は“恋愛とは盲目である”という内容をホワイトアウトに例えたもの。 ギターソロ部分では、SUGIZOが着けているブレスレットが擦れている音も同時にミックスされている。
8. a Vision
ラップや打ち込み、7弦ギターなどを取り入れた楽曲。間奏のラップはアルバムではJが担当しているが、ライブではJとSUGIZOがワンフレーズずつ交互に担当している。
9. FEEL
間奏のソロはSUGIZOがヴァイオリンを用いて演奏している。また「a Vision」と同様にSUGIZOが7弦ギターを用いて演奏している楽曲でもある。ライヴではドラムとベースの演奏から始まり、ヴァイオリンソロの箇所はギターで再現している。
10. TONIGHT
13thシングル。「WOWOW EURO2000サッカー欧州選手権」イメージソング。
11. Crazy About You
シンセサイザーを用いず、生音だけで演奏されるロック・バラード。詞もJによるもの。ライブ映像を集めたPVも作られた。
オーケストラの譜面はSUGIZOによるもの。